# Classe Saettia
I pattugliatori della classe Saettia, sono delle unità di altura in servizio nella Guardia Costiera italiana e realizzati dalla Fincantieri negli stabilimenti del Muggiano di La Spezia. La classe, inizialmente composta da sei unità di cui due cedute nel 2011 a Panama, è costituita da una prima unità capoclasse di tipo sperimentale, mentre le rimanenti unità, sostanzialmente uguali alla prima, se ne differenziano leggermente per l'introduzione di alcune modifiche. Il loro alto grado di flessibilità operativa permette di svolgere diversi ruoli quali il pattugliamento di altura, l'attività anti-inquinamento, l'assistenza ad altre navi in difficoltà, operazioni di ricerca e soccorso.

## Programma
Il programma di acquisizione di queste unità risale agli anni novanta. 

Il Saettia nella configurazione sperimentale

La classe è una versione modificata dell'unità sperimentale Saettia, costruita dalla Fincantieri come unità dimostrativa DA-360T, che per il suo allestimento poteva essere considerata sia come una grossa motocannoniera missilistica con alcune capacità maggiorate, specie in termini di armi contraerei con un CIWS, sia che come una piccola corvetta avendo capacità operative analoghe a unità navali di maggiori dimensioni e con una segnatura radar molto bassa, poiché la sezione trasversale è molto ridotta e sono state adottate forme di scafo particolarmente idonee a tale scopo. Lo scafo dell'unità prototipo ha un lungo castello che si prolunga quasi fino alla zona poppiera. Nonostante le dimensioni ridotte della sovrastruttura la nave ha la possibilità di essere dotata di sistemi di combattimento particolarmente articolati in rapporto alle sue dimensioni.
La nave venne costruita negli stabilimenti del Muggiano, impostata nel giugno 1984, varata nel dicembre dello stesso anno e completata nel dicembre 1985.
L'armamento era costituito da un cannone da 76 mm Compatto della Oto Melara nella zona prodiera, una mitragliera binata Breda/Mauser da 30 mm a poppa e quattro missili antinave Otomat. Sull'unità era stata testata la mitragliera binata antiaerea da 30 mm che era la versione ridotta del CIWS Dardo e che ha successivamente costituito l'armamento principale dei pattugliatori della Classe Zara della Guardia di Finanza. Lo scafo aveva un lungo castello che si prolungava fin quasi a poppa, con la zona poppiera occupata dalla mitragliera binata antiaerea.

Il Saettia nel porto di Capodistria durante l'esercitazione NATO Cooperative Engagement 2001

L'unità venne offerta sia alla Marina Militare sia a marine militari straniere, senza tuttavia trovare acquirenti e all'inizio degli anni novanta venne ritirata per essere successivamente acquisita dal Corpo delle Capitanerie di Porto dopo essere stata modificata dalla stessa Fincantieri secondo le specifiche della Guardia Costiera. Venne rimosso l'armamento con i relativi radar di tiro e la nave venne consegnata al Corpo delle Capitanerie di Porto il 20 luglio 1999, armata con una mitragliera binata da 30 mm prodiera la stessa che nella fase sperimentale era stata collocata nella zona poppiera.
L'imbarcazione era equipaggiata con quattro motori diesel sovralimentati MTU 16V538TIB93 dalla potenza di 13.000 kW, collocati in due compartimenti separati, che consentono all'imbarcazione di raggiungere la velocità di 40 nodi, ciascuno dei quali collegato a una delle quattro eliche a passo fisso, mentre l'autonomia era di 1800 miglia a 18 nodi e l'equipaggio è di 29 effettivi.
Nel 2000 l'albero in cui trovavano posto i radar e altre elettroniche di bordo venne modificato mentre nel 2001 venne sostituito il cannone prodiero con una mitragliera da 25 mm/80 KBA e due mitragliatrici da 12,7 mm completano l'armamento dell'imbarcazione.
L'elettronica di bordo è costituita da due radar di navigazione in Banda X e in Banda S) della GEM Elettronica e un sistema di controllo del fuoco IRST Elettro-Ottico di ricerca e designazione bersaglio all'infrarosso.
Ai servizi elettrici di bordo provvedono tre gruppi generatori Fincantieri - IF L1306T2ME da 150 kW ciascuno
L'unità dispone anche di due battelli pneumatici con motori fuoribordo da 90 Cv ciascuno.

### Saettia Mark II
Le successive unità denominate Saettia Mark II o Diciotti, dal nome della prima unità della seconda serie, hanno subito alcune modifiche. I primi tre pattugliatori Saettia Mark II sono stati ordinati il 14 settembre 2000 con una opzione per altre due unità che vennero poi ordinate in una fase successiva.
La lunghezza fuori tutto è stata aumentata da 51,70 a 52,80 metri, con lo scafo a ponte continuo, mentre la modifica più sostanziale ha riguardato l'apparato motore con quattro motori diesel Isotta Fraschini V1716T2MSD da 3210 kW ciascuno, che consentono alle imbarcazioni della classe di raggiungere la velocità di 31 nodi, collegati mediante dei riduttori a quattro eliche a passo variabile. Le imbarcazioni tipo Diciotti dispongono anche di un'elica di manovra. L'autonomia è di 1800 miglia nautiche.
L'equipaggio di 29 effettivi.
L'elettronica di bordo è costituita da un radar di navigazione in Banda X, un radar di Navigazione in Banda S e un sistema di puntamento IRST Elettro-Ottico asservito alla mitragliera da 20 mm Oerlikon prodiera, che costituiscono l'armamento principale, mentre due mitragliatrici da 12,7 mm completano l'armamento dell'imbarcazione.
Le unità dispongono anche di due battelli pneumatici con motori fuoribordo da 90 Cv ciascuno. La lotta all'inquinamento viene effettuata mediante la dispersione delle sostanze inquinanti spruzzando prodotti chimici e attraverso il contenimento del riversamento di petrolio mediante galleggianti, mentre per il supporto alle operazioni di soccorso le unità dispongono di quattro scialuppe gonfiabili per 100 persone e una lancia a schiuma antincendio.
Ai servizi elettrici di bordo provvedono tre gruppi generatori Isotta Fraschini L1306T2ME 208 kW ciascuno più un gruppo elettronico di emergenza.
Alle prime due unità il nome venne assegnato durante la costruzione nel febbraio 2002.

## Le unità
La classe era inizialmente costituita da sei unità, inquadrate nella 6ª Squadriglia Guardia Costiera, con base operativa a Messina, una del tipo Saettia Mark I e le restanti cinque il tipo Saettia Mark II, due delle quali, Diciotti e Dattilo, cedute a Panama, nell'ambito di un accordo di cooperazione tra i due stati firmato il 30 giugno 2010 per la sorveglianza delle coste panamensi e per il contrasto alla criminalità organizzata e al narcotraffico, insieme a quattro unità della classe 200/S. I due pattugliatori del tipo Diciotti sono stati rimpiazzati da due omonimi pattugliatori della classe Dattilo.
| Guardia costiera - Classe Saettia Mark I  | Guardia costiera - Classe Saettia Mark I | Guardia costiera - Classe Saettia Mark I | Guardia costiera - Classe Saettia Mark I | Guardia costiera - Classe Saettia Mark I | Guardia costiera - Classe Saettia Mark I | Guardia costiera - Classe Saettia Mark I |
| distintivo ottico                         | nome                                     | cantiere                                 | consegna                                 | base                                     | ITU                                      | status                                   |
| ----------------------------------------- | ---------------------------------------- | ---------------------------------------- | ---------------------------------------- | ---------------------------------------- | ---------------------------------------- | ---------------------------------------- |
| CP 901                                    | Saettia                                  | Muggiano                                 | 20 luglio 1999                           | Messina                                  |                                          | radiata                                  |
| Guardia costiera - Classe Saettia Mark II |                                          |                                          |                                          |                                          |                                          |                                          |
| distintivo ottico                         | nome                                     | cantiere                                 | consegna                                 | base                                     | ITU                                      | status                                   |
| CP 902                                    | Ubaldo Diciotti                          | Muggiano                                 | 20 luglio 2002                           | Messina                                  |                                          | ceduta a Panama                          |
| CP 903                                    | Luigi Dattilo                            | Muggiano                                 | 30 novembre 2002                         | Messina                                  |                                          | ceduta a Panama                          |
| CP 904                                    | Michele Fiorillo                         | Muggiano                                 | gennaio 2003                             | Messina                                  |                                          | operativo                                |
| CP 905                                    | Alfredo Peluso                           | Muggiano                                 | 3 luglio 2003                            | Messina                                  |                                          | operativo                                |
| CP 906                                    | Oreste Corsi                             | Muggiano                                 | 8 gennaio 2004                           | Messina                                  |                                          | operativo                                |

## Unita vendute all'estero
Unità dello stesso tipo sono anche state realizzate per Malta e per l'Iraq, che costituiscono rispettivamente il tipo Saettia III ed il tipo Saettia IV.

### Malta
Nel 2003 il governo maltese ordinò la sostituzione di alcuni vetusti pattugliatori d'altura della classe Kondor precedentemente in forza alla Volksmarine che si rendeva necessaria a causa dell'elevato aumento del flusso di profughi dal Nordafrica verso l'Europa.

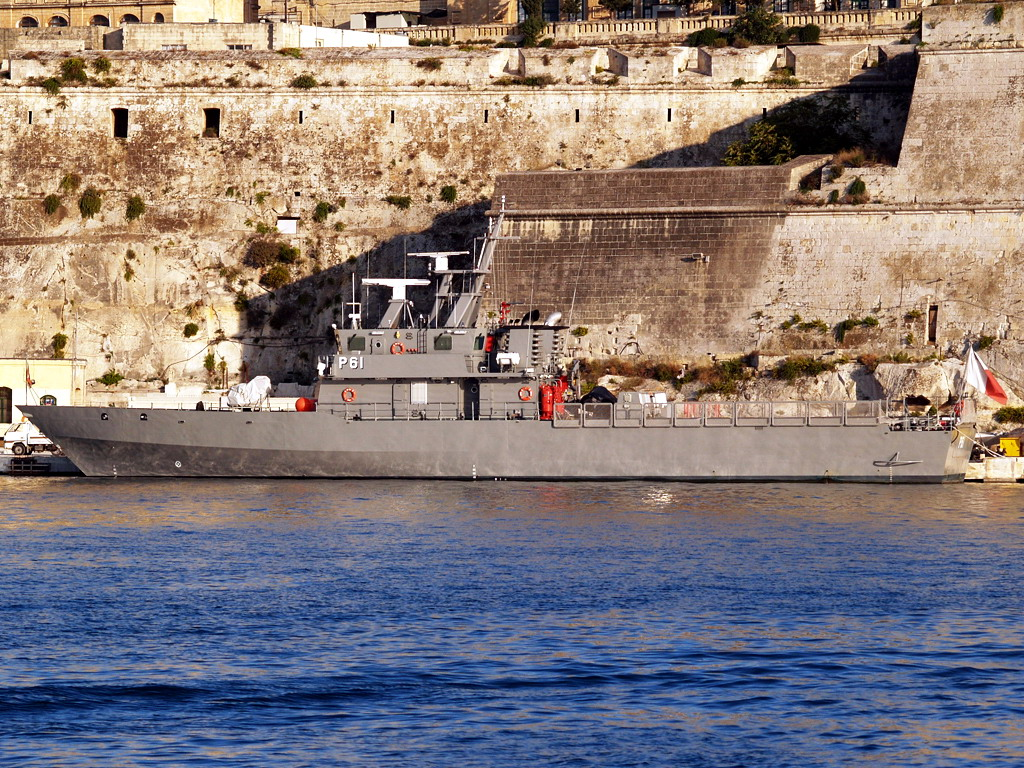
Il pattugliatore P-61 ammiraglia della Squadra marittima maltese

Il contratto da 17 milioni di Euro è stato finanziato interamente dal fondo previsto dal 5° protocollo finanziario italo maltese ed ha coperto oltre alla costruzione della nave anche l'addestramento del personale e il supporto logistico.
La nave, costruita dalla Fincantieri a La Spezia nel cantiere navale di Muggiano, è stata varata il 24 giugno 2005, consegnata il 1º ottobre dello stesso anno ed è entrata in servizio nella Squadra marittima maltese il successivo 5 novembre, con il distintivo ottico P-61 ed ha una lunghezza di 53,40 metri, leggermente più lunga delle unità italiane. Per le sue caratteristiche che la diversificano dalle unità italiane costituisce il tipo Saettia Mark III. La nave permette l'appontaggio di un elicottero Bell 212 ed è in grado di navigare sino in condizioni di mare forza 5 ed è in grado di affrontare il mare anche in condizioni di mare forza 7 e può imbarcare anche una lancia che può essere messa in mare anche in condizioni di mare forza 4, ma con un aumento della dislocamento a 450 tonnellate. L'imbarcazione è la nave ammiraglia della flotta maltese.
| AFM - Saettia Mark III | AFM - Saettia Mark III | AFM - Saettia Mark III | AFM - Saettia Mark III | AFM - Saettia Mark III | AFM - Saettia Mark III | AFM - Saettia Mark III |
| distintivo ottico      | nome                   | cantiere               | varo                   | consegna               | base                   | status                 |
| ---------------------- | ---------------------- | ---------------------- | ---------------------- | ---------------------- | ---------------------- | ---------------------- |
| P 61                   | P 61                   | Muggiano               | 24 giugno 2005         | 1 ottobre 2005         | Xatt it-Tiben          | operativo              |

### Iraq
Il 15 febbraio 2006, la nuova Marina irachena ha firmato un contratto con il governo italiano per l'acquisto di quattro imbarcazioni del tipo Diciotti modificato da impiegare per il pattugliamento dei suoi 58 chilometri di coste (→ Golfo Persico, Shatt al-'Arab), ricchi di giacimenti petroliferi, per il controllo della Zona economica esclusiva e del traffico marittimo, in operazioni SAR (ricerca e soccorso) e come mezzi antincendio.

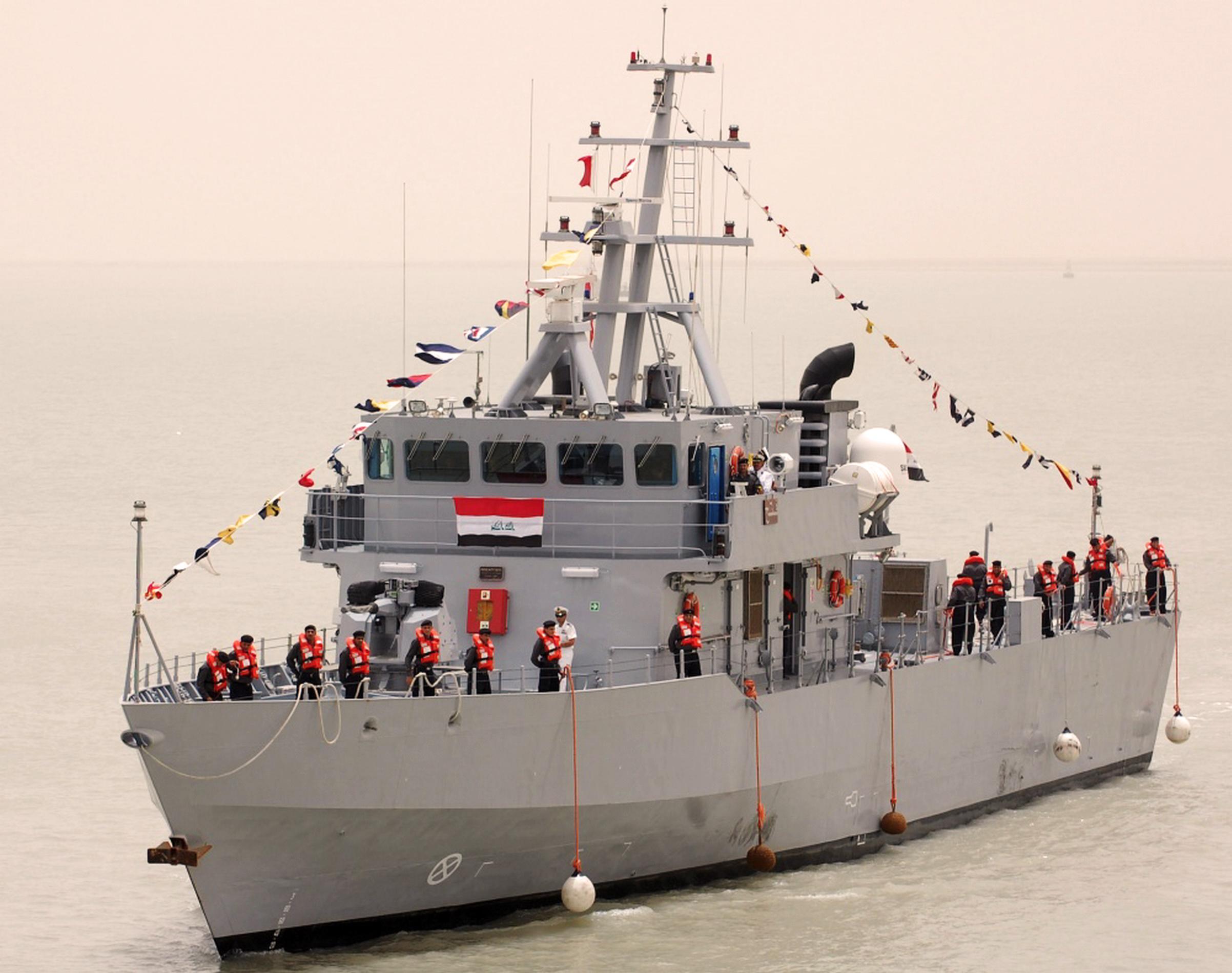
Il pattugliatore Fatah all'arrivo a Umm Qasr

Il contratto per la costruzione di queste unità, siglato nel 2006 è diventato effettivo nell'ottobre 2007 per un valore complessivo di circa 80 milioni di euro, comprende anche il relativo supporto logistico e l'addestramento dell'equipaggio di ciascuna unità in cooperazione con la Marina Militare Italiana.
Le quattro unità sono state costruite dalla Fincantieri nello stabilimento di Riva Trigoso sotto la sorveglianza del Registro Italiano Navale (RINA). La loro costruzione è stata avviata nel gennaio 2008 e dopo il varo le navi hanno completato l'allestimento a La Spezia nello stabilimento del Muggiano presso la Sezione Marine Estere di Marinalles La Spezia. Per le loro caratteristiche, che le diversificano dalle unità italiane e da quelle maltesi queste navi costituiscono la classe Saettia IV tipo. Rispetto alle unità italiane della Guardia costiera le navi irachene sono leggermente più lunghe con una lunghezza di 53,40 metri, uguale all'unità maltese, e la possibilità di imbarcare un equipaggio di 38 persone, ben più numeroso delle unità italiane e di quella maltese. Fincantieri ha fornito il sistema di propulsione con linee d'asse ed eliche a passo variabile costituito da due motori diesel Isotta Fraschini V1716T2MSD da 2360 kW ciascuno, che consentono alle unità di raggiungere una velocità di 23 nodi, i generatori di corrente Isotta Fraschini L1306T3ME da 220 kW ed il sistema di stabilizzazione.
L'armamento principale prodiero è costituito da una mitragliera da 30 mm con affusto stabilizzato tipo Marlin e direzione del tiro diurno-notturna coassiale della Oto Melara. Le unità irachene sono anche equipaggiate nella parte poppiera di uno scivolo per il lancio ed il recupero di un battello veloce a chiglia rigida da circa 10 metri, che fornito direttamente dalla Marina Irachena ha il compito di controllo del naviglio commerciale.

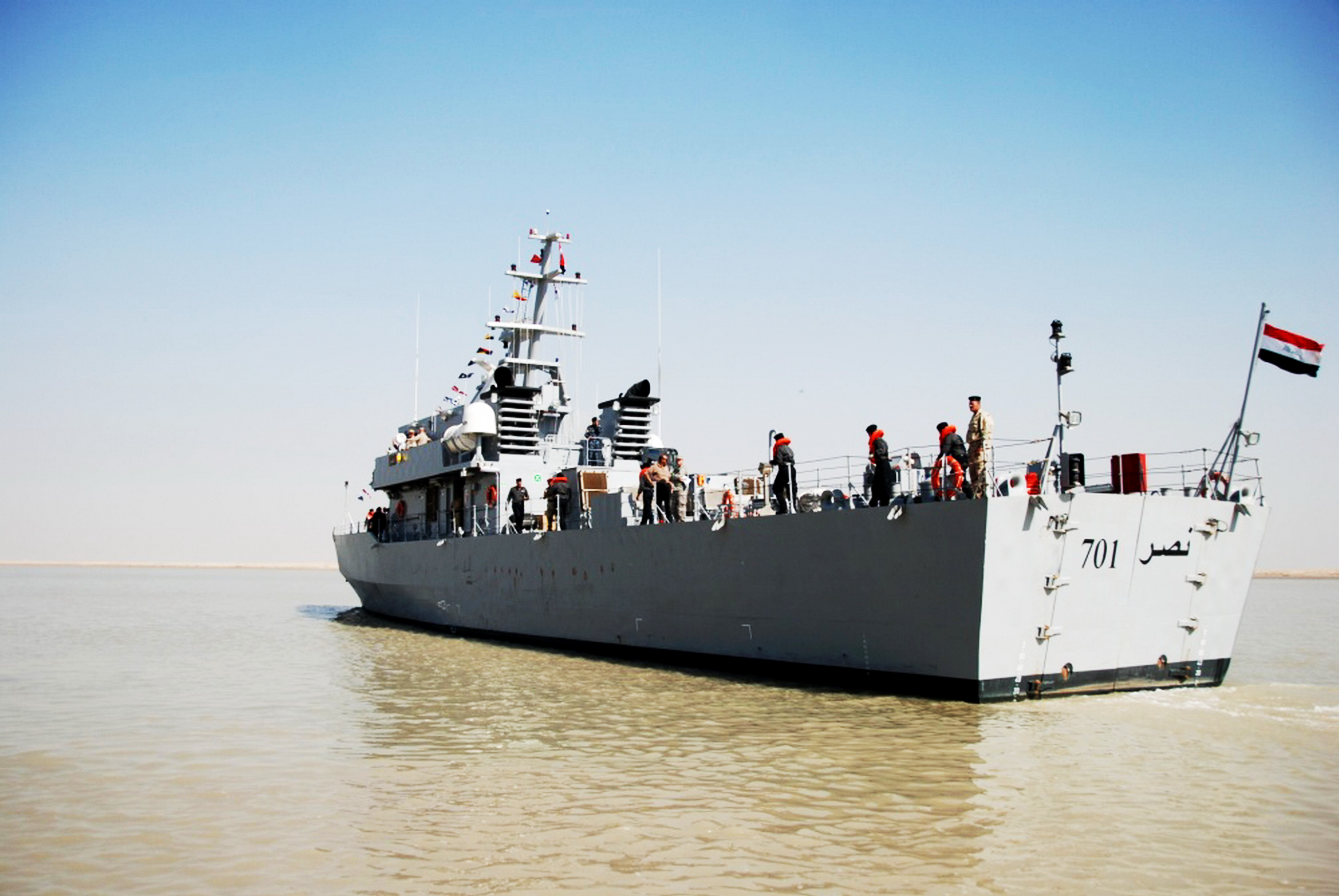
Il pattugliatore Nasir all'arrivo a Umm Qasr

La prima unità, denominata Fatah ("Vittorioso") è stata consegnata il 15 maggio 2009. Alla cerimonia di consegna erano presenti per l'Iraq il Capo di Stato Maggiore della Difesa, Generale Babaker Baderkhan Al Zibari, per l'Italia il Direttore Generale per le Costruzioni e gli Armamenti Navali, Ammiraglio ispettore capo Dino Nascetti, per Fincantieri il responsabile della Direzione Navi Militari, Alberto Maestrini.

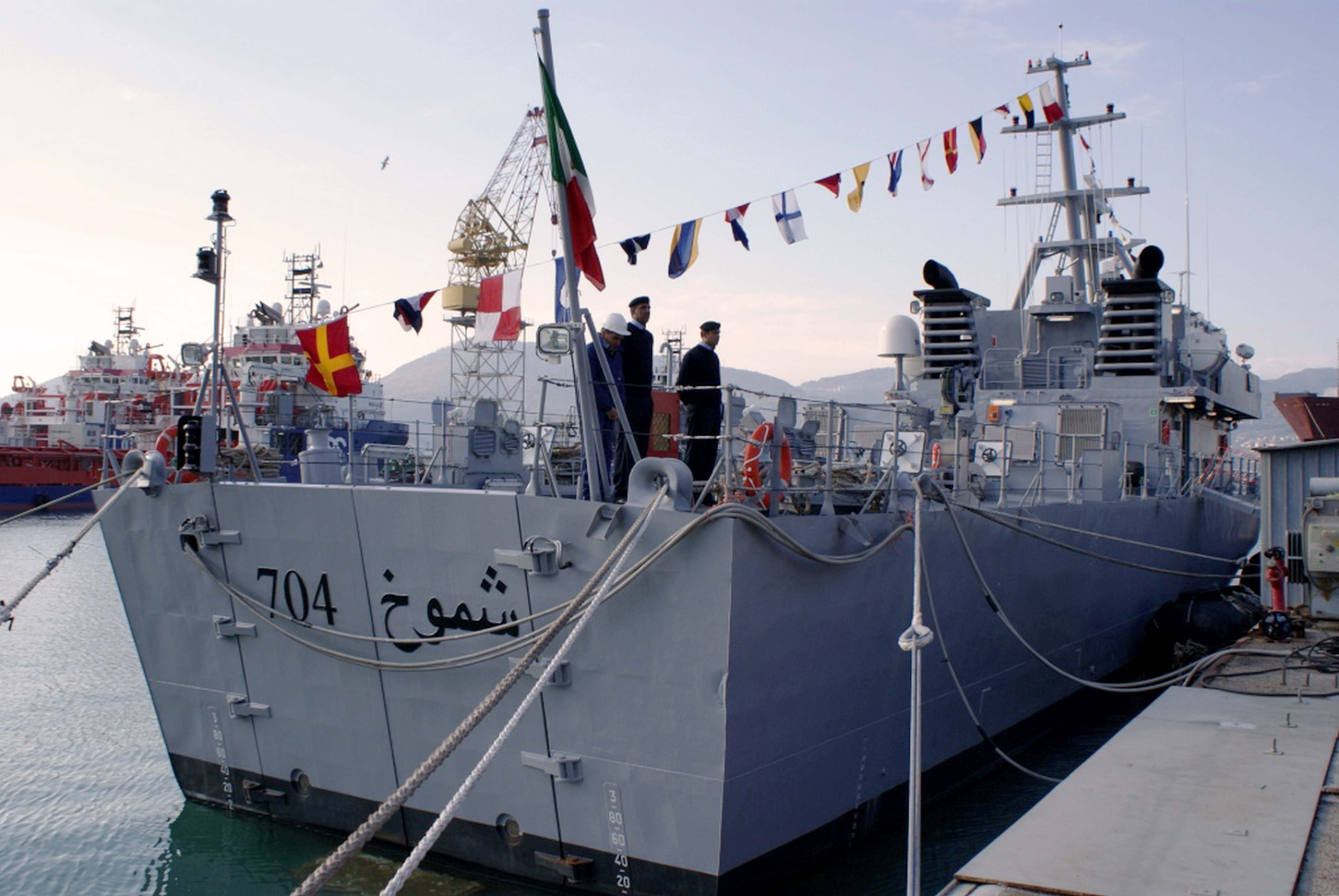
Il pattugliatore Shmookh nell'imminenza della consegna al Muggiano

La nave nel suo viaggio verso l'Iraq è stata scortata dal pattugliatore italiano Comandante Borsini e dopo un trasferimento di 28 giorni in cui ha percorso 5000 miglia attraverso Mediterraneo, Mar Rosso e Golfo Persico, il 20 giugno è giunta nel porto iracheno di Umm Qasr. Ad accogliere le navi erano presenti il ministro della difesa iracheno Qadir Obeidi, l'ambasciatore d'Italia in Iraq, Maurizio Melani, il governatore della Regione di Bassora e altre autorità civili e religiose.
Il secondo pattugliatore, denominato el-Nasir ("Vittoria"), è stato consegnato il 9 ottobre 2009 e tra il 19 e il 23 ottobre è stato scortato sempre da Nave Comandante Borsini dalla base di Augusta presso il COMFORPAT fino a Porto Said in Egitto, dove il pattugliatore iracheno ha iniziato la navigazione verso il Golfo Persico attraverso verso il Canale di Suez, giungendo a Umm Qasr il 12 novembre.
Gli ultimi due pattugliatori, denominati Majid (Gloria) e Shmookh (Orgoglio), sono stati infine consegnati il 16 dicembre 2009.
In precedenza, agli inizi degli anni ottanta, all'epoca di Saddam Hussein l'Iraq, nel tentativo di potenziare la sua marina militare aveva commissionato ai cantieri italiani sei corvette tipo el-Assad, quattro fregate tipo Lupo ed una nave da rifornimento tipo Stromboli, ma nessuna di queste unità entrò in servizio nella marina irachena a causa dell'embargo, dovuto prima alla guerra Iran-Iraq e poi alla prima Guerra del Golfo. Le Lupo completate tra il 1985 e il 1987 e subito poste sotto sequestro, dopo un fermo decennale sono state acquistate nel 1994 dalla Marina Militare italiana ed immesse in servizio tra il 1994 e il 1996 come pattugliatori di squadra classe Soldati. Delle sei corvette, quattro sono state riallestite e vendute alla Malaysia dove costituiscono la classe Laksamana, mentre le due rimanenti corvette e la nave da rifornimento sono rimaste internate rispettivamente nell'arsenale militare marittimo di La Spezia e ad Alessandria d'Egitto.

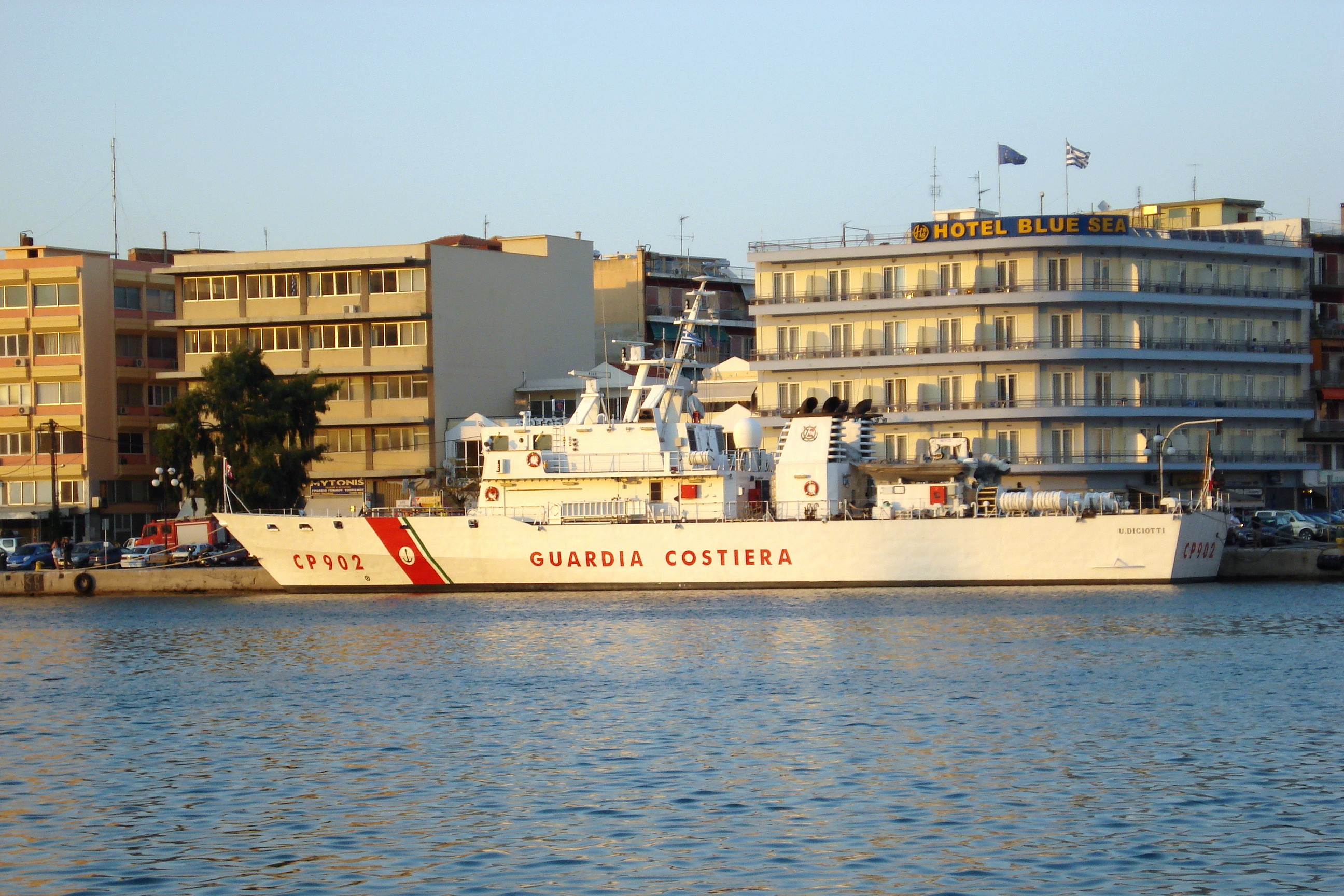
CP-902 Diciotti ancorato nel porto di Mitilene in Grecia

| Al-Bahriyya al-'Irāqiyya - Saettia Mark IV | Al-Bahriyya al-'Irāqiyya - Saettia Mark IV | Al-Bahriyya al-'Irāqiyya - Saettia Mark IV | Al-Bahriyya al-'Irāqiyya - Saettia Mark IV | Al-Bahriyya al-'Irāqiyya - Saettia Mark IV | Al-Bahriyya al-'Irāqiyya - Saettia Mark IV | Al-Bahriyya al-'Irāqiyya - Saettia Mark IV |
| distintivo ottico                          | nome                                       | cantiere                                   | varo                                       | consegna                                   | base                                       | status                                     |
| ------------------------------------------ | ------------------------------------------ | ------------------------------------------ | ------------------------------------------ | ------------------------------------------ | ------------------------------------------ | ------------------------------------------ |
| 701                                        | al-Nāṣir (لناصر)                           | Riva Trigoso                               | 2009                                       | 9 ottobre 2009                             | Umm Qasr                                   | operativo                                  |
| 702                                        | Fateh (لفتح)                               | Riva Trigoso                               | 28 gennaio 2009                            | 2 maggio 2009                              | Umm Qasr                                   | operativo                                  |
| 703                                        | Mājed ( ماجد)                              | Muggiano                                   | 15 aprile 2009                             | 16 dicembre 2009                           | Umm Qasr                                   | operativo                                  |
| 704                                        | Shmookh (شموخ)                             | Muggiano                                   | 15 settembre 2009                          | 16 dicembre 2009                           | Umm Qasr                                   | operativo                                  |

### Panama
Nell'ambito di un accordo di cooperazione tra Italia e Panama stipulato il 30 giugno 2010, due unità del tipo "Saettia Mk II", ovvero navi "Diciotti" e "Dattilo" (rispettivamente CP 902 e CP 903), sono state cedute gratuitamente al Servicio Marítimo Nacional (SMN) trasformato in Servicio Nacional Aeronaval - Guardia Costera de Panamà (SENAN), dove verranno impiegate per la sorveglianza delle coste panamensi e per il contrasto alla criminalità organizzata e al narcotraffico. Insieme alle due unità della classe l'Italia ha ceduto allo Stato centroamericano in base all'accordo anche quattro unità della Classe 200/S. Le quattro unità navali del tipo 200/S, dopo lavori di revisione e di rimodulazione effettuati presso l'Arsenale di Messina, per adattarli alla navigazione nel Canale di Panama, sono partite da Messina all'inizio di maggio 2012 giungendo a Panama alla fine dello stesso mese, mentre le due unità della Classe Diciotti prima della consegna a Panama sono state sottoposte a lavori di revisione presso il cantiere navale di Palermo. Al termine dei lavori di revisione e dopo aver raggiunto Panama, gli equipaggi delle due unità hanno concluso il 21 giugno 2014 la prima fase di addestramento, protrattasi per più di due mesi, svolta da una delegazione della Guardia Costiera Italiana a favore delle autorità marittime locali.

### Emirati Arabi Uniti
L'ultimo più recente contratto per la realizzazione di due unità navali cui progetto è stato sviluppato a partire dalla classe Saettia con configurazione stealth, è stato stipulato con gli Emirati Arabi Uniti. Il contratto prevede un'opzione per altre due unità navali da realizzare negli Emirati e ha portato nel portafoglio di Fincantieri 184 milioni di euro. Le due unità, varate rispettivamente il 19 gennaio e 8 giugno del 2012, con i nomi di Ghantoot (P 251) e Qarnen (P 252) (arabo: قرنين) completando poi il loro allestimento presso Marinalles La Spezia. Gli Emirati Arabi Uniti avevano già stipulato nel 2009 un contratto con la Fincantieri per la costruzione di una corvetta Classe Abu Dhabi sul progetto delle unità della Classe Comandanti, da costruire a Riva Trigoso e nello stabilimento spezzino di Muggiano, con opzione per una seconda unità.
Le unità tipo Saettia Stealth della Classe Falaj 2 rappresentano l'ultima evoluzione dei Saettia fino a raggiungere le dimensioni e l'armamento di una corvetta missilistica, potendo contare su un armamento costituito da un cannone da 76 mm Super Rapido, missili Exocet MM40 Block III e VLS per missili MICA VL.

Il pattugliatore Ghantoot sugli scali di Muggiano

L'impostazione sugli scali della prima unità e il taglio della prima lamiera della seconda unità sono avvenuti a La Spezia, presso lo stabilimento di Muggiano, il 15 febbraio 2011 contestualmente al varo della corvetta. Il pattugliatore Ghantoot, prima unità del tipo Saettia Stealth e la corvetta Abu Dhabi, dopo aver completato il loro allestimento sono state consegnate alla Marina Militare degli Emirati Arabi Uniti l'8 gennaio 2013, mentre il secondo pattugliatore del tipo Saettia Stealth, rinominato Salahah durante la fase di allestimento, è stato consegnato il 22 aprile 2013.
Le due unità del tipo Saettia hanno configurazione stealth, con un design sofisticatissimo per contenere la tracciabilità radar ed eludere i sistemi di sorveglianza nemici e verranno consegnate comprensive di piattaforma, sistema di combattimento e integrazione funzionale. Anche armamento ed elettronica sono italiani: il cannone principale sarà il 76/62 della OTO Melara; sistema di combattimento, direzione del tiro e radar verranno forniti da Selex Sistemi Integrati. La Selex Communications sarà responsabile per il sistema di comunicazioni, mentre la ditta Elettronica SpA realizzerà il sistema di guerra elettronica. La Elettronica SpA, società del gruppo Finmeccanica (Leonardo dal 2017) vanta un'attività ormai ventennale nell'Emirato avendo una joint venture con la Baynunah Aviation Technology (ELTBAT) lavorando con le Forze Armate degli Emirati, cui fornisce tecnologie all'avanguardia.
I Saettia degli emirati (classe Falaj 2) avranno 28 uomini di equipaggio, una lunghezza di 55,7 metri e una stazza di 650 tonnellate a pieno carico. Le prime due unità saranno costruite nei cantieri liguri di Riva Trigoso e Muggiano per essere consegnate entro la fine del 2012. Le altre due unità la cui realizzazione su licenza e assistenza italiane, era prevista nelle infrastrutture dell'Abu Dhabi Shipbuilding, principale cantiere navale degli emirati, al 50% di proprietà governativa, potrebbero essere realizzate dall'Etihad Ship Building LLC, joint venture creata nel 2010 tra Fincantieri, Al Fattan Shipyard Industry, proprietaria di un cantiere ad Abu Dhabi, e Melara Middle East per la progettazione, la produzione e la vendita di differenti tipi di navi civili e militari oltre ad attività di manutenzione e riallestimento.

## Galleria d'immagini

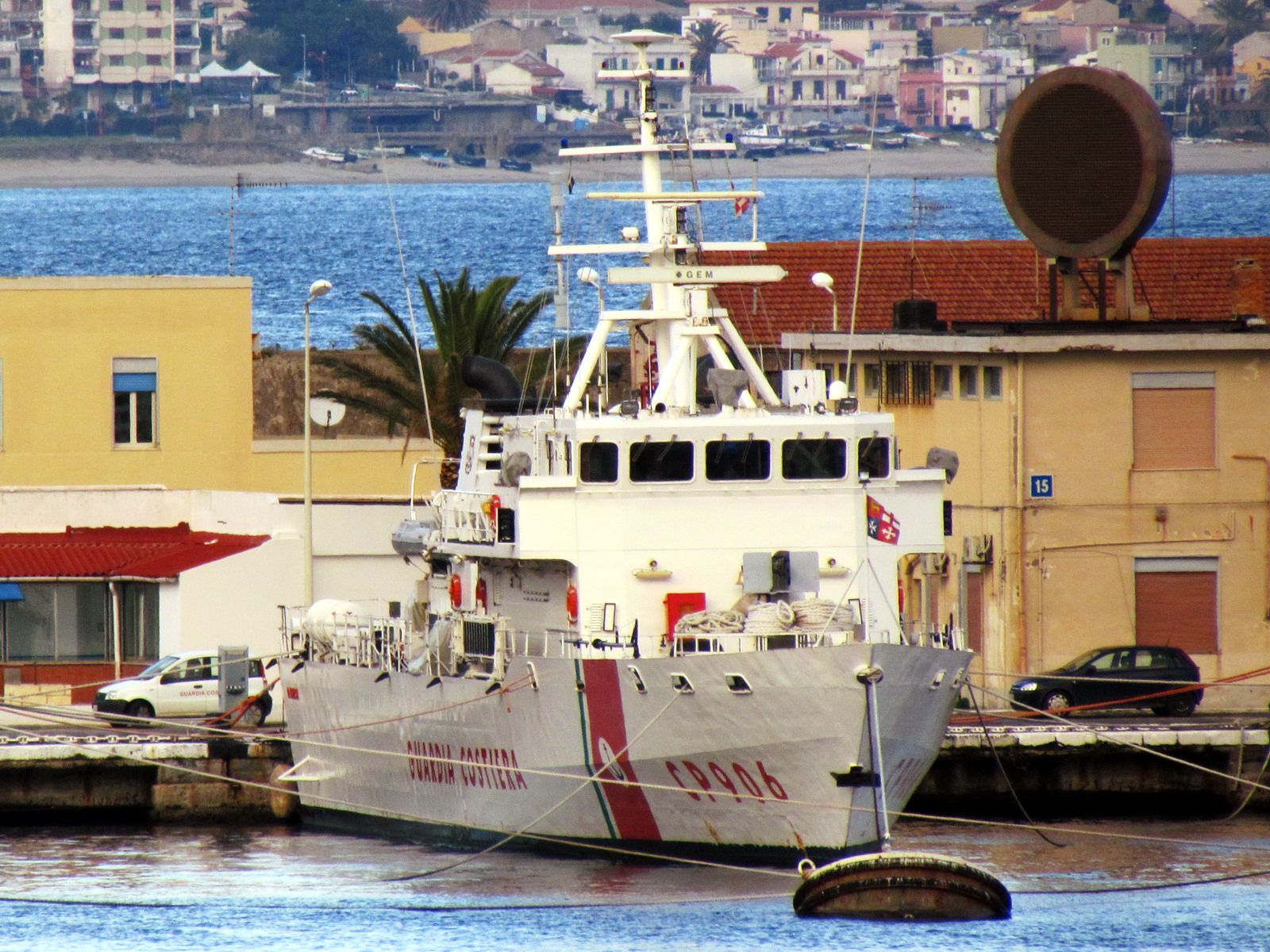
Pattugliatore Corsi a Messina
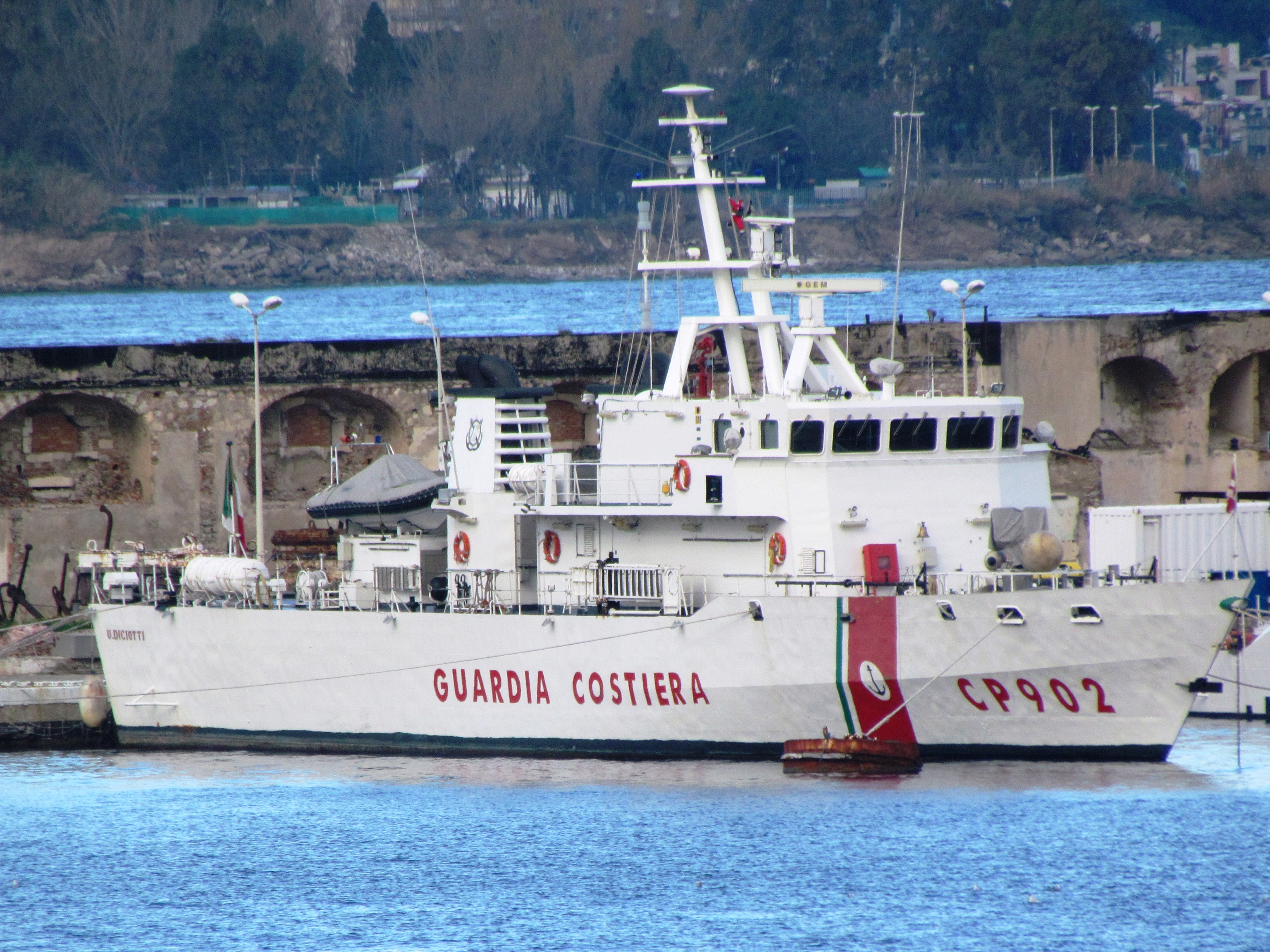
Pattugliatore Diciotti a Messina
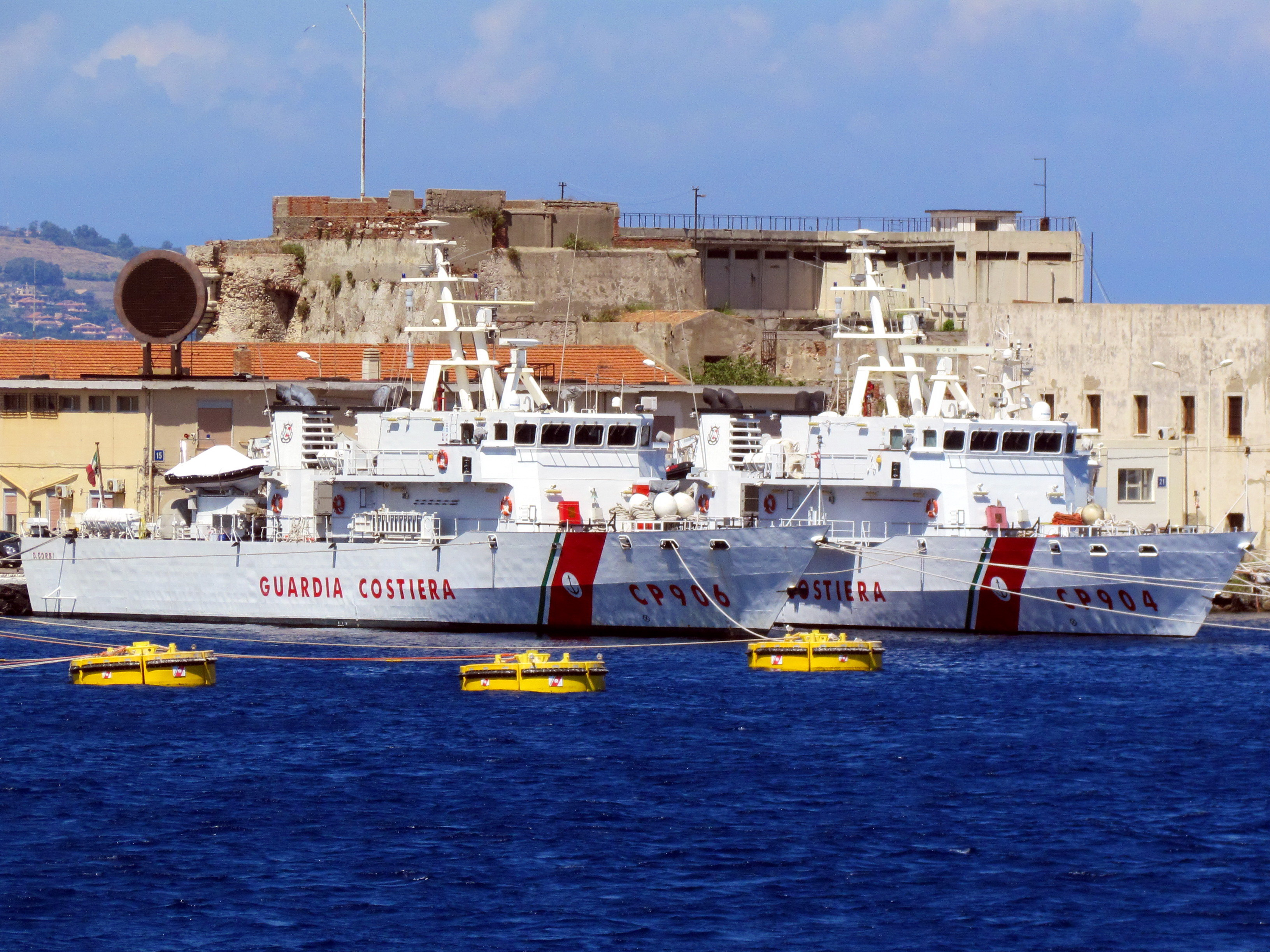
Pattugliatori Corsi e Fiorillo